# لاکتات آهن (II)
لاکتات آهن(II) (به انگلیسی: Iron(II) lactate) با فرمول شیمیایی C۶H۱۰FeO۶ یک ترکیب شیمیایی با شناسه پاب‌کم ۲۲۱۹۷ است. که جرم مولی آن ۲۳۳٫۹۹ g/mol می‌باشد. شکل ظاهری این ترکیب، پودر سفید مایل به سبز است.